# Fajiz at-Tarawina
Fajiz at-Tarawina (ar. فايز الطراونة, ur. 1 maja 1949 w Ammanie, zm. 15 grudnia 2021 tamże) – jordański polityk i ekonomista, dwukrotny premier i minister obrony w latach 1998–1999 oraz w 2012, minister spraw zagranicznych w 1997.

## Życiorys
Urodził się w 1949 w Ammanie. W 1971 ukończył studia licencjackie, a w 1974 studia magisterskie w zakresie ekonomii. W 1980 doktoryzował się w tej dziedzinie na University of Southern California w Stanach Zjednoczonych.
W latach 1971–1972 pełnił funkcję asystenta szefa Protokołu Królewskiego. W 1974 został dyrektorem w Biurze Królowej Jordanii. Od 1980 do 1984 był sekretarzem gospodarczym przy premierze Jordanii, a następnie doradcą gospodarczym szefa rządu (1984–1987). W latach 1987–1988 pełnił funkcję ministra stanu ds. rządowych. Od 1988 do 1989 zajmował stanowisko ministra zaopatrzenia.
W latach 1993–1997 pełnił funkcję ambasadora w Stanach Zjednoczonych i w Meksyku. W 1997 objął urząd ministra spraw zagranicznych. Od marca do sierpnia 1998 oraz ponownie od stycznia 2000 do marca 2003 był prezesem Królewskiego Sądu Haszymidzkiego. Od 20 sierpnia 1998 do 4 marca 1999 stał na czele jordańskiego rządu, będąc także ministrem obrony. Od marca 1999 do stycznia 2006 pełnił mandat senatora. W latach 2006–2012 wchodził w skład zarządów oraz zajmował kierownicze stanowiska w kilku państwowych spółkach i funduszach.
26 kwietnia 2012, po rezygnacji ze stanowiska przez Auna Szaukata al-Chasawinę, król Abdullah II powierzył mu misję sformowania nowego gabinetu. 2 maja 2012 nowy rząd został oficjalnie zaprzysiężony, w którym at-Tarawina objął dodatkowo stanowisko ministra obrony.
Po rozwiązaniu przez króla parlamentu 4 października 2012 i ogłoszeniu organizacji nowych wyborów, rząd Fajiza at-Tarawiny zgodnie z prawem podał się do dymisji. 10 października 2012 na urząd nowego premiera został desygnowany Abd Allah an-Nusur, który razem z nowym rządem został zaprzysiężony następnego dnia.
Zmarł 15 grudnia 2021.